# خوتووو
خوتووو (به لهستانی:  Chotyłów) یک روستا در لهستان است که در گمینا پیشچاتس واقع شده‌است. خوتووو ۹۰۰ نفر جمعیت دارد.